# Mikael Marcimain
Mikael Marcimain (Estocolmo, 17 de marzo de 1970) es un cineasta sueco. Inició su carrera dirigiendo principalmente comerciales y series de televisión, antes de entrar al mundo del cine con películas como Call Girl, Gentlemen y Horizon Line.

## Filmografía

### Cine y televisión
| Año  | Título               | Notas               |
| ---- | -------------------- | ------------------- |
| 1999 | Ett litet rött paket | Telefilme           |
| 2002 | Skeppsholmen         | Serie de televisión |
| 2003 | Det brinner!         | Serie de televisión |
| 2004 | Graven               | Serie de televisión |
| 2005 | The Laser Man        | Serie de televisión |
| 2007 | How Soon Is Now?     | Serie de televisión |
| 2010 | Wallander            | Serie de televisión |
| 2012 | Call Girl            | Largometraje        |
| 2014 | Gentlemen            | Largometraje        |
| 2020 | Horizon Line         | Largometraje        |